# Ilha da Queimada Grande
Ilha da Queimada Grande ook bekend als Snake Island (Nederlands: Slangeneiland) is een eiland voor de kust van de Braziliaanse staat São Paulo. Het eiland van 43 hectare is een beschermd natuurreservaat. Het is dicht begroeid en heeft een steile rotskust.
Het eiland heet slangeneiland door de vele slangen die er zich op bevinden, waarvan veel giftige. Het eiland is verboden terrein en wordt alleen eenmaal per jaar bezocht door zwaar beschermde mannen die kijken of de vuurtoren nog in goede staat is. 
Op het eiland komen verschillende reptielen voor zoals de hagedis Colobodactylus taunayi. De eilandlanspuntslang (Bothrops insularis) is zelfs endemisch op het eiland en komt nergens anders ter wereld voor.
Op het eiland is een onbemande vuurtoren te vinden. De vuurtoren werd geautomatiseerd nadat drie vuurtorenwachters zijn overleden door een beet van de eilandlanspuntslang. Volgens een plaatselijke legende zou een groep van elf vissers het eiland ooit stiekem hebben betreden. Deze mensen waren allemaal binnen een dag overleden.